# Sphecosoma deceptrix
Sphecosoma deceptrix är en fjärilsart som beskrevs av George Francis Hampson 1898. Sphecosoma deceptrix ingår i släktet Sphecosoma och familjen björnspinnare. Inga underarter finns listade i Catalogue of Life.